# Factor de descuento
Se denomina factor de descuento (FD) o factor de actualización (FA) al coeficiente utilizado para averiguar el valor actual (presente) de cualquier flujo de caja futuro. Dicho factor de actualización va a depender tanto del tipo de interés o coste del dinero en el tiempo como del periodo de tiempo transcurrido.
En los mercados financieros el factor de descuento o factor de actualización suele calcularse a partir de la siguiente fórmula:
{\displaystyle FD=(1+i)^{-t}}
Donde:
{\displaystyle i} es el tipo de interés expresado en términos efectivos anuales
{\displaystyle t} es el tiempo en años transcurrido desde hoy hasta la fecha concreta que se desea actualizar.
Si el tipo de interés es positivo se cumple la propiedad que {\displaystyle FD_{t}<FD_{v}} si t > v. {\displaystyle FD_{0}=1}.
Los factores de descuento son necesarios para calcular, por ejemplo, el valor de un swap.
En los mercados financieros suele usarse la curva cupón cero de tipo de interés para calcular los factores de descuento.